# Transport ferroviaire en Russie
Plan
Le transport ferroviaire en Russie est l’un des plus grands réseaux de chemins de fer dans le monde, soit 86 000 km (2010). 
Il est constitué d’un réseau ferroviaire en majeure partie à écartement dit russe, de 1 520 mm.

## Histoire

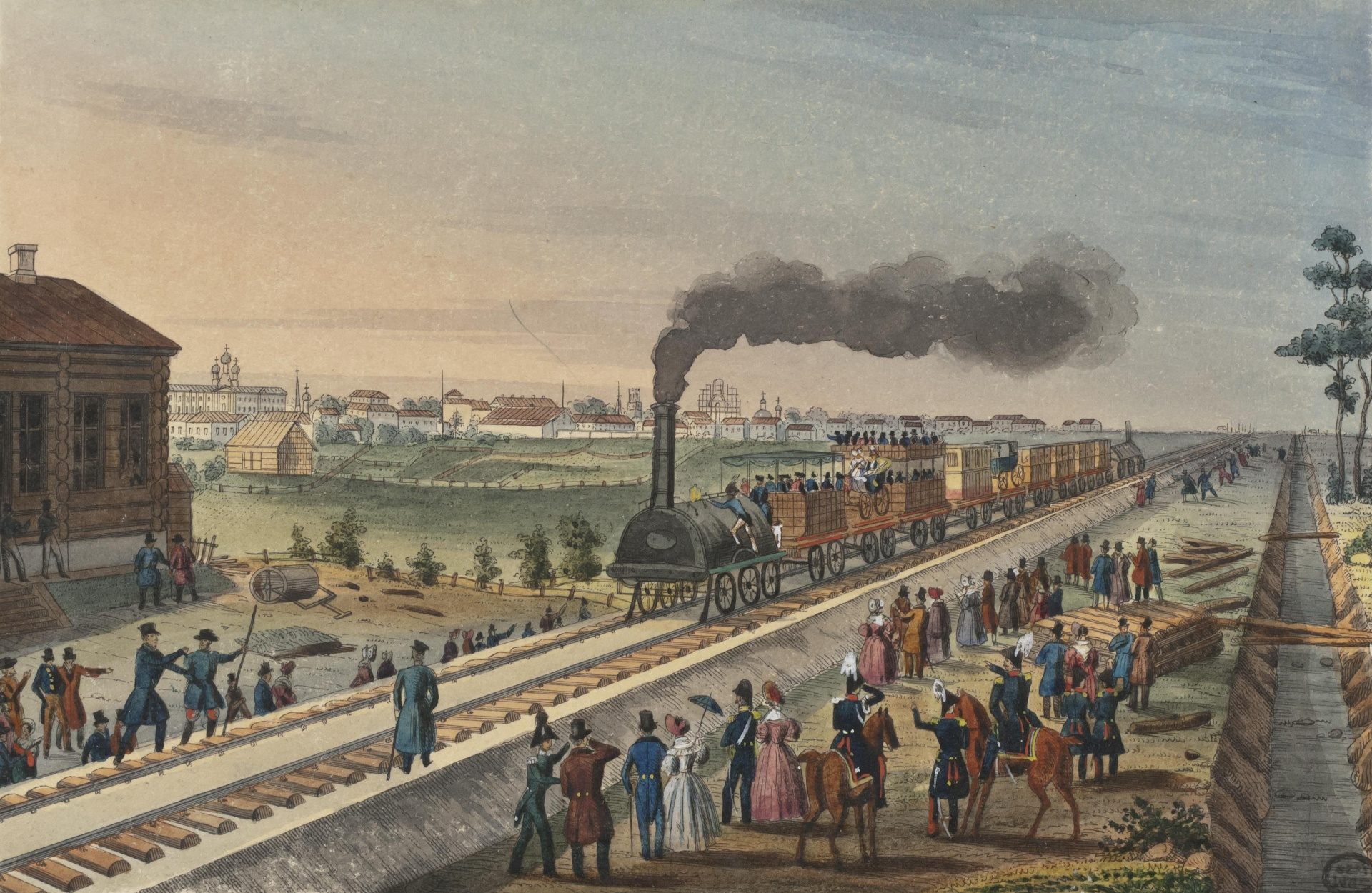
Chemin de fer de Tsarskoïe Selo

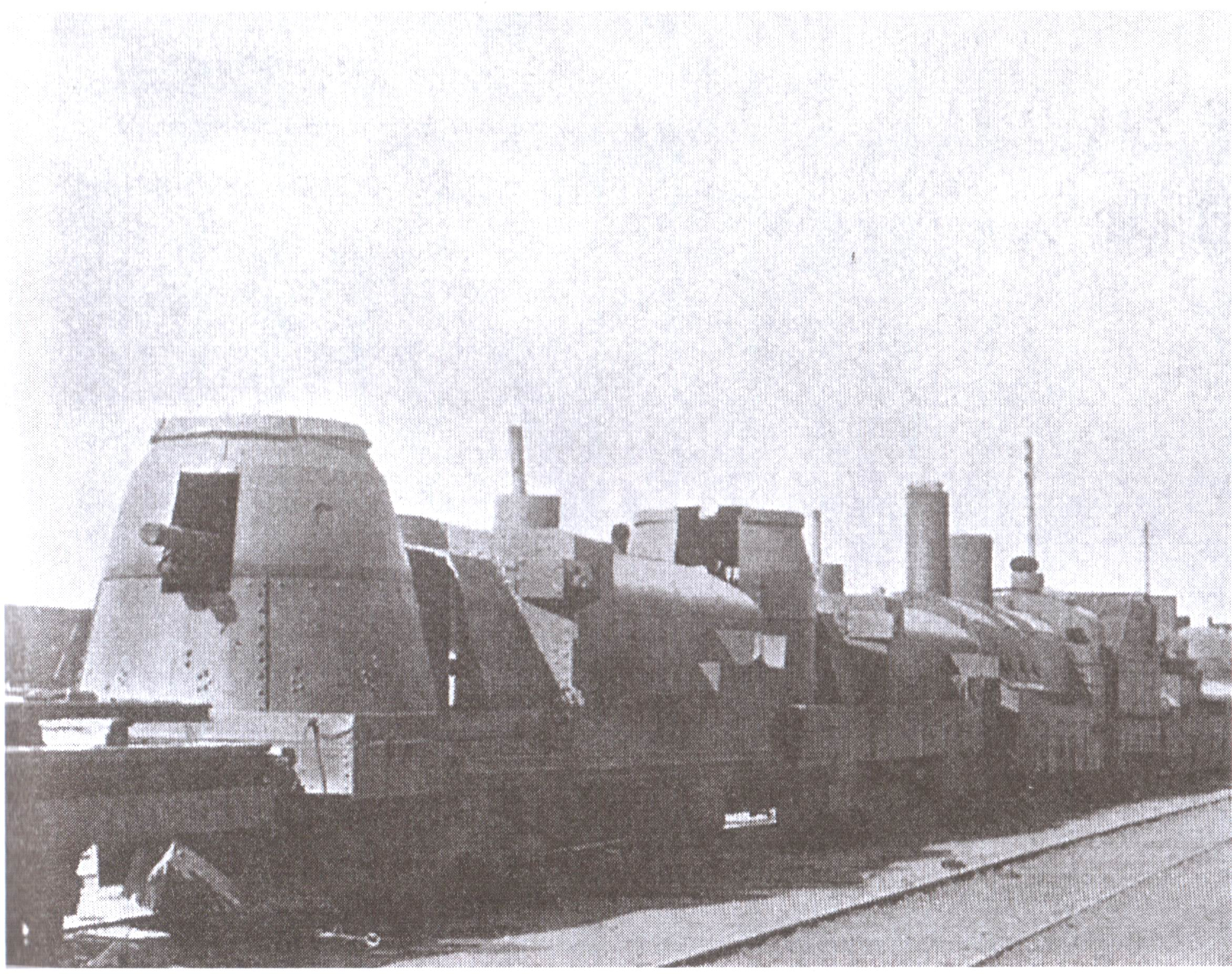
Train blindé pendant la guerre civile russe, 1917-1921

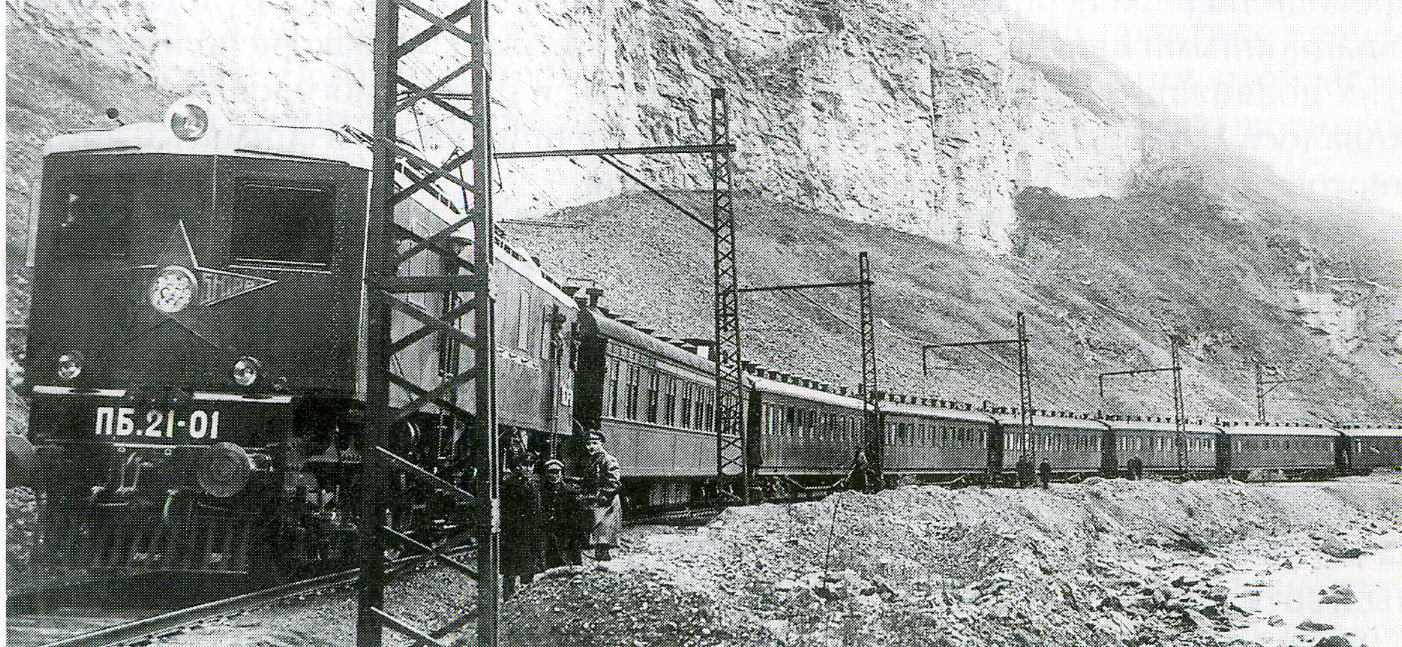
Premier essai d'une locomotive électrique PB 21-01 entre Khachouri et Gori, 1934

L'histoire du transport ferroviaire en Russie commence en 1830. En 1837, avec la création du chemin de fer de Tsarskoïe Selo sous l'impulsion du tsar Nicolas Ier : il relie la gare de Tsarskoïe Selo à Saint-Pétersbourg (aujourd'hui gare de Vitebsk) aux gares de Tsarskoïe Selo (aujourd'hui Pouchkine) et de Pavlovsk.
La ligne de chemin de fer de Tsarskoïe Selo est la première ligne ouverte en Russie en 1837. On construit à la fin du XIXe siècle une ligne spéciale parallèle uniquement réservée à l'empereur et à ses invités pour les mener au domaine de Tsarskoïe Selo.
Le réseau ferré russe devient l'un des plus importants au monde et accède à une renommée internationale avec la construction du Transsibérien, reliant Moscou à Vladivostok sur plus de 9 000 kilomètres à travers la Sibérie. Sa construction, débutée sous le règne du tsar Alexandre III en 1891, est achevée en 1915 sous celui de son fils Nicolas II.
Après la révolution d'Octobre, tous les chemins de fer privés sont nationalisés. La gestion du réseau de chemin de fer soviétique (en) est attribuée au Commissariat du Peuple des Chemins de fer, transformé plus tard en ministère des Chemins de fer. Parmi les grands projets de construction de chemins de fer de l'époque soviétique figurent la voie ferrée Turkestan-Sibérie (Turksib), la ligne transpolaire et la Magistrale Baïkal-Amour. En outre, toutes les voies ferrées principales sont mises à deux voies et beaucoup sont électrifiées.
Depuis 2003, le transport ferroviaire en Russie est géré par la compagnie des chemins de fer russes (RŽD) et plusieurs sociétés annexes. Un projet non réalisé envisage de relier la Russie, l'Ukraine, la Slovaquie et l'Autriche avec la construction d'un chemin de fer avec (écartement de 1520 mm) à partir de la frontière ukrainienne sur le territoire de la Slovaquie et de l'Autriche. La mise en œuvre de ce projet permettrait d'accélérer le développement des liaisons de transport entre l'Union européenne, les pays de la CEI et la Chine.

## Opérateurs
À l'heure actuelle, les chemins de fer sont exploités par trois groupes ferroviaires russes. 
- Le premier groupe est constitué de la holding « Les chemins de fer russes (RJD) ».
- Le deuxième groupe - Indépendant ou conditionnellement indépendant des « Chemins de fer russes ». Opérateurs ayant leur propre infrastructure (voies ferrées, matériel de signalisation, etc) et le matériel roulant.
- Le troisième groupe est constitué de sociétés qui possèdent uniquement le matériel roulant.

### Chemins de fer russes (RJD)
Les chemins de fer russes (RJD) est la plus grande compagnie de chemin de fer en Russie. 
Elle est l’héritière des chemins de fer soviétiques (ru) dont elle a repris le réseau et le matériel roulant positionné en Russie. Elle a pris son statut actuel (société par actions possédée à 100% par l’État) en 2003.
Elle est organisée en 16 filiales territoriales régionales et possède totalement ou partiellement plusieurs filiales.

### Opérateurs propriétaires de l'infrastructure (2egroupe)
- Karelian Trains, une entreprise commune entre les chemins de fer finlandais VR et les chemins de fer russes RŽD.
- OJSC AK « Yakoutie Railways » (50 % du capital est détenu par RŽD, 50 % - pour le gouvernement de la Yakoutie et autres).

- Compagnie des chemins de fer Yamal

- Norilsk Mining Company

- The Golden Link

- Ltd « Gazpromtrans » - Ligne Obskaya – Bovanenkovo

### Opérateurs ne possédant pas l'infrastructure  (3egroupe)
Pendant les années 2000, de nombreuses entreprises ont reçu des licences pour le transport ferroviaire par l'état.
Les opérateurs privés (indépendants) exploitent leurs propres flottes, tout en utilisant l'infrastructure et des services de traction des locomotives de la RŽD.
- « New Forwarding Company » (SPC)
- Evrosib

## Liste des lignes de chemin de fer en Russie

Plusieurs villes ont des nœuds ferroviaires dans toute la Russie. Bien entendu Moscou est la première d'entre elles, mais Saint-Pétersbourg, Volgograd, Oulan-Oude ou Tynda sont des carrefours de communication très importants.

### Lignes internes
- Le Transsibérien est le plus célèbre des trains russes.
  - Moscou - Perm - Moscou : le « Kama » ;
  - Moscou - Krasnoïarsk - Moscou : le « Ienisseï »
  - Moscou - Irkoutsk - Moscou : le « Baïkal »
  - Magistrale Baïkal-Amour ou BAM
  - Trains « Oural » relient Moscou à Iekaterinbourg
- Réseau ferroviaire régional « Elektritschka ».
- Ligne Obskaya – Bovanenkovo, voie la plus au nord du monde
- Ligne de chemin de fer de Tsarskoïe Selo - Première ligne ouverte en Russie en 1837
- Chemin de fer Salekhard-Igarka ou magistrale transpolaire ou encore Voie ferrée 501, Chemin de fer de la mort, Route de la Mort, et Route morte - Voie abandonnée.

### Lignes à grande vitesse

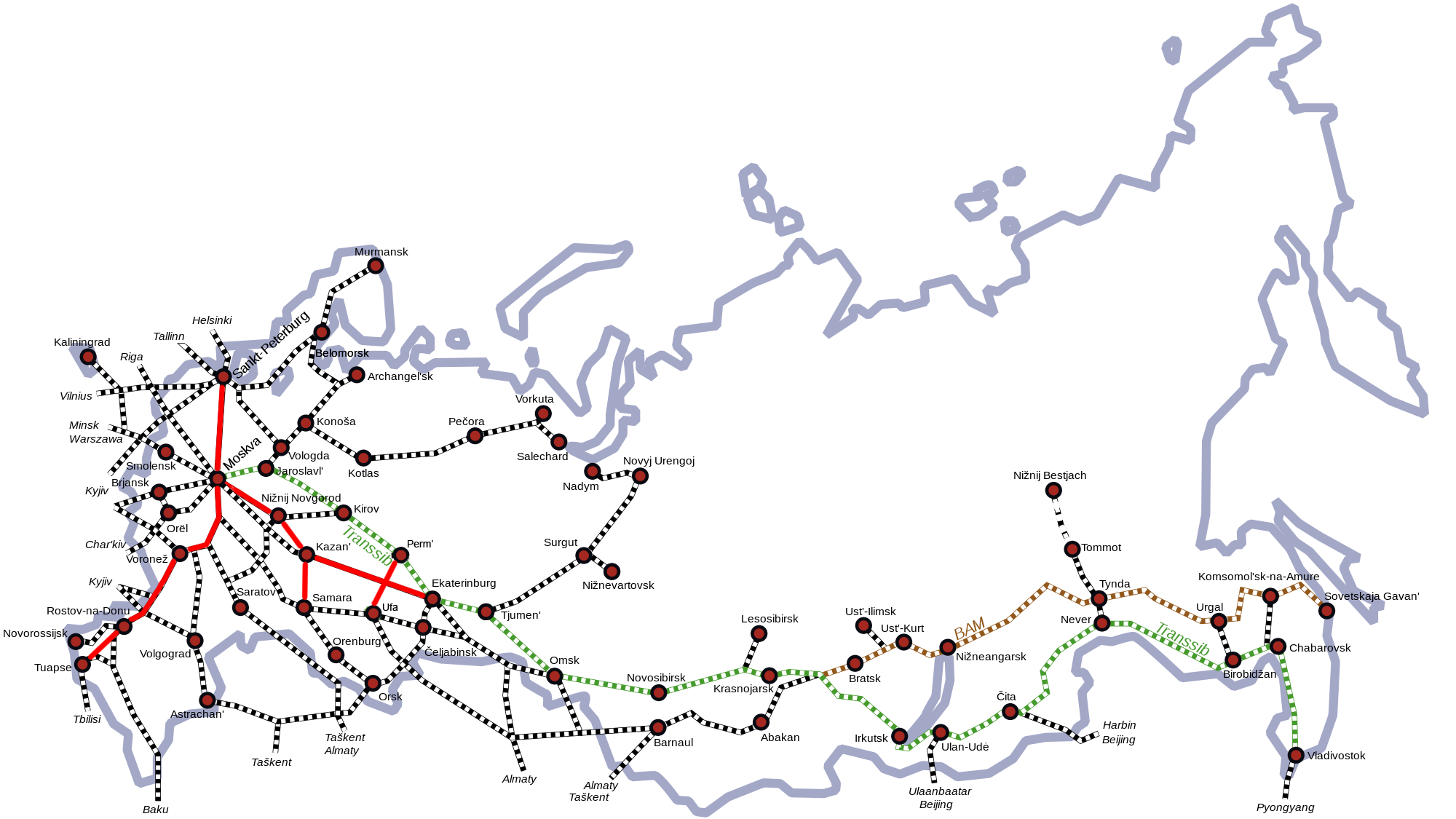
Lignes à grande vitesse (en rouge) prévue à l’horizon 2030

- Le train à grande vitesse Sapsan relie Moscou à Saint-Pétersbourg depuis le 17 décembre 2009[réf. incomplète][3].
- Le train rapide Allegro relie Helsinki (Finlande) à Saint-Pétersbourg (gare de Finlande) depuis le 12 décembre 2010.
- Projet de ligne à grande vitesse Moscou-Kazan au départ de Moscou (gare de Koursk), via Vladimir, Nijni Novgorod, Tcheboksary et Kazan, avec une perspective à moyen terme de prolongement jusqu'à Iekaterinbourg, puis jusqu'à Pékin (projet de ligne à grande vitesse Moscou-Pékin).

### Lignes transfrontalières
- Transmongol : vers Pékin à travers la Mongolie, à partir de Oulan-Oude (gare de correspondance avec le Transsibérien). Des voitures directes font le trajet Moscou-Pékin.
- Transmandchourien : Chine (en correspondance avec le Transsibérien)
- Voie ferrée Turkestan-Sibérie ou Turksib : Asie centrale
- Finlande
  - Allegro
  - Chemin de fer Riihimäki – Saint-Pétersbourg
  - Saint-Pétersbourg - Hiitola

- Moscou express (Paris - Moscou) via Berlin, Varsovie et Minsk.
- Nord-Express (Paris - Saint-Pétersbourg) : cette ligne a été remplacée par le Moscou express.
- Le Riviera Express relie Nice à Moscou depuis septembre 2010, via Monaco, Milan, Varsovie et Minsk.

## Connexions avec les pays frontaliers
- Même écartement :
  - Finlande, la différence de 4 mm est si petite que le même matériel roulant peut circuler indifféremment sur les deux réseaux.
  - Estonie, même situation que la Finlande.
    - Railway octobre
      - Ivangorod  - Narva  - Pas d'électrification
      - Petchora  - Orava / Piusa - Pas d'électrification

  - Lettonie
  - Lituanie – uniquement sur l'enclave de Kaliningrad
  - Biélorussie
  - Ukraine
    - Kiev, connexion vers Varsovie, Minsk, Budapest ou Bucarest

  - Géorgie
  - Azerbaïdjan
    - Derbent  - Yalama - Eléctrifié

  - Kazakhstan
  - Mongolie
  - Tadjikistan
- Changement d'écartement :
  - Chine, passage de 1520 mm à 1435 mm
  - Corée du Nord,
    - Vladivostok - Rasŏn, passage de 1520 mm à 1435 mm la même électrification ( AC , 50 Hz)

  - Pologne – uniquement sur l'enclave de Kaliningrad - passage de 1520mm à 1435mm

## Fabricants / Matériels Russes

### Fabricants de train ou infrastructure Russe
- THM : Transmashholding (51 %) et Alstom Transport (49 %) : Principal fabricant de matériel ferroviaire en Russie[4].

- Sinara transport machines

- Transmashholding

- Uralvagonzavod

- ICT Group

- Sormovo

- Metrovagonmash

### Matériels

#### Locomotive à vapeur
- Locomotive de type O surnommée “ovetchka”, ce qui signifie “la petite brebis” en russe.

#### Locomotive électrique
- VL60pk (ВЛ60пк)

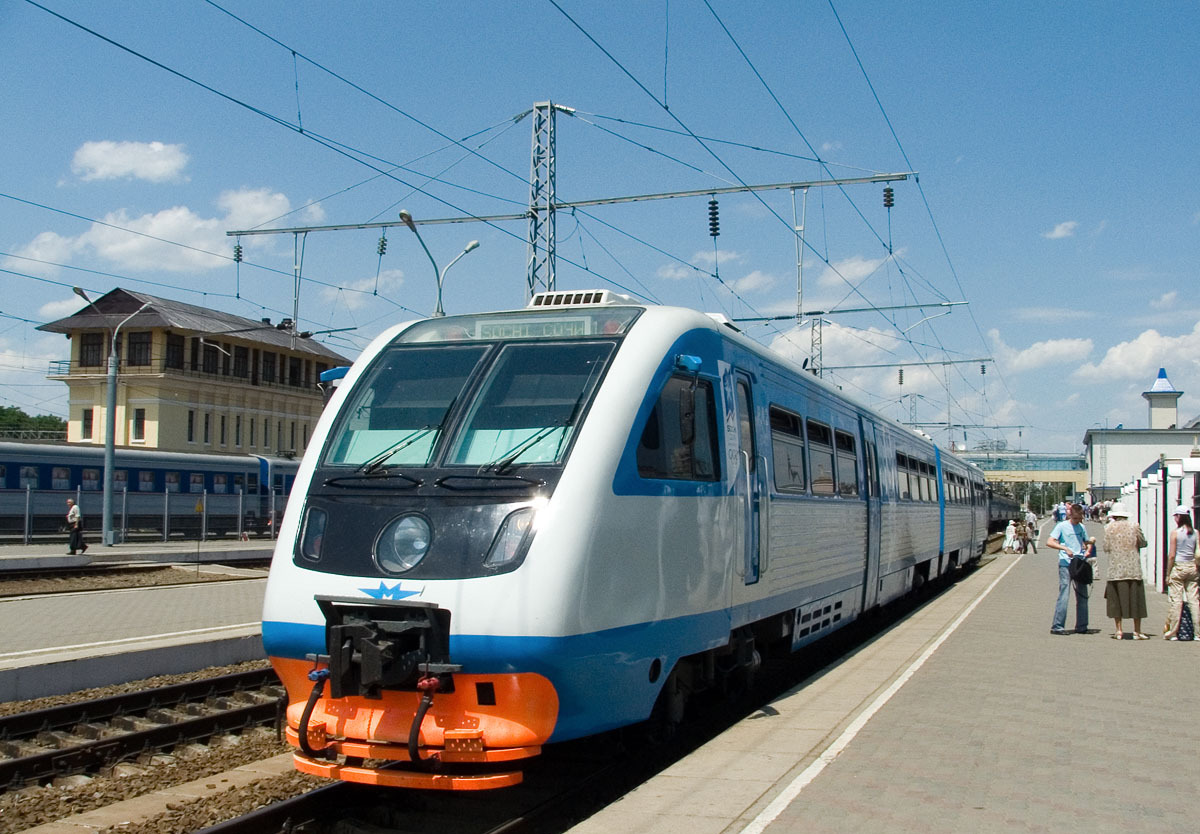
Train RA2 du constructeur russe Metrowagonmas

- RA2 : du constructeur Metrowagonmash

- ER200 : Effectue le trajet Moscou - Saint-Pétersbourg
- Desiro RUS : Développé par Siemens AG mais fabriqué à Ekaterinbourg

#### Train à grande vitesse
- Le Sokol (Сокол, « faucon »)
- Allegro

## Divers
- Le poids moyen d'un train de marchandises sur les chemins de fer russes est de 4.500 tonnes. Il est composé d’environ 70 wagons.
- Le train le plus lourd ayant circulé en Russie était composé de 700 wagons chargés de charbon du Kouzbass. 12 locomotives tiraient le convoi d'une longueur de plus de 7 kilomètres [réf. nécessaire].